# مقاطعة زافالا (تكساس)
مقاطعة زافالا (بالإنجليزية: Zavala  Country)‏ هي إحدى المقاطعات في ولاية تكساس، الولايات المتحدة الأمريكية.